# Condado de Grajewo
Nota linguística: Não confundir hrabstwo (condado) com powiat (divisão administrativa)..
Grajewo (polaco: powiat grajewski) é um powiat (condado) da Polónia, na voivodia de Podláquia. A sede é a cidade de Grajewo. Estende-se por uma área de 967,24 km², com 50 340 habitantes, segundo os censos de 2005, com uma densidade 52,05 hab/km².

## Divisões admistrativas
O condado possui:
Comunas urbanas: Grajewo
Comunas urbana-rurais: Rajgród, Szczuczyn
Comunas rurais: Grajewo, Radziłów, Wąsosz
Cidades: Grajewo, Rajgród, Szczuczyn

## Demografia
População (dados de 30 de Junho de 2005):
|          | Total   | Total | Mulheres | Mulheres | Homens  | Homens |
| -------- | ------- | ----- | -------- | -------- | ------- | ------ |
|          | pessoas | %     | pessoas  | %        | pessoas | %      |
| Total    | 50 340  | 100   | 25 387   | 50,4     | 24 953  | 49,6   |
| Cidades  | 27 993  | 100   | 14 408   | 51,5     | 13 585  | 48,5   |
| Povoados | 22 347  | 100   | 10 979   | 49,1     | 11 368  | 50,9   |